# 정륭단
정륭단(鄭隆亶, 915년 ~ 928년)은 대장화의 제3대 황제(재위: 926년 ~ 928년)이다. 정인민의 아들이다.

## 생애
926년, 정인민이 죽자 뒤를 이었고, 연호를 천응(天應)이라 하였다.
928년, 동천절도사(東川節度使) 양간정과 청평관(淸平官) 조선정이 정륭단을 죽이고 대장화를 멸망시켰다. 시호는 공혜황제(恭惠皇帝)이고, 조선정이 황제로 즉위하여 국호를 대천흥이라고 하였다.
| 전임 정인민 | 제3대 대장화 황제 926년 ~ 928년 | 후임 (대장화 멸망) |